# شينتوكو
شينتوكو (باليابانية: 新得町) هي بلدية في اليابان، تقع في مقاطعة كاميكاوا، في Tokachi Subprefecture ‏، بلغ عدد سكانها 6,218  نسمة وذلك حسب إحصائيات سنة 2018.